# Силас Атопаре
Сър Силас Атопаре (Silas Atopare), (род. 1951 г.) е бивш генерал-губернатор на Папуа Нова Гвинея от 20 ноември 1997 г. до 21 ноември 2003 г.
Сър Силас получава рицарска титла през 1998 г. и е носител на ордена на свети Михаил и свети Георги. Той е член на църквата на адвентистите от седмия ден.